# La cena
La cena (deutsch: „Das Abendessen“) ist eine italienisch-französische Filmkomödie von Ettore Scola aus dem Jahr 1998.

## Handlung
Das italienische Restaurant „Arturo Al Portico“ ist Treffpunkt verschiedenster Menschen. Familien, Pärchen, Einzelgänger, Touristen, ein Magier, ein Professor und viele andere gehen ein und aus, scharen sich um 14 Tische, an denen nicht nur gegessen, sondern auch debattiert, gefeiert, gesungen und beobachtet wird. Flora, die Besitzerin des Restaurants, ist stets freundlich und taktvoll. Sie hat immer ein offenes Ohr für die Probleme ihrer Gäste und behält ihre Ruhe und Gelassenheit, während ihr kommunistischer Koch sich frustriert über die Weltlage äußert. Der alte Lehrer Pezzullo kommt sogar jeden Tag. Flora weiß seine Loyalität zu schätzen und gibt ihm für sein Essen seit Jahren einen Rabatt. Pezzullo genießt es, seine Mitmenschen beim Essen zu beobachten – denn er kann sich sicher sein, dass er jeden Abend ein neues Drama miterleben darf. Bisweilen gibt er den anderen Gästen weise und gut gemeinte Ratschläge.
An diesem Abend ist eine Frau namens Isabella mit ihrer Tochter anwesend. Als die Tochter ihr eröffnet, dass sie Nonne werden wolle, ist Isabella entsetzt – sie kann sich nicht vorstellen, dass ein Mädchen freiwillig den weltlichen Freuden für immer entsagen will. Eine andere Frau wartet derweil auf ihre vier Liebhaber, denen sie reinen Wein einschenken will. An einem Nebentisch besprechen zwei Schauspieler ihr neues Theaterstück, bei dem der eine keinen Dialog haben wird und der andere die besten Zeilen sprechen darf. Daraufhin trifft ein Professor mit einer jungen Studentin ein, mit der er eine Affäre hat. Als er erfährt, dass die Studentin einen Brief an seine Ehefrau geschrieben hat, um ihr mitzuteilen, dass sie ihn liebe und für sich haben wolle, reagiert der Professor auf die Illusionen seiner Geliebten mit Zynismus. Er öffnet ihr damit die Augen, weshalb sie ihn schließlich verlässt. An jedem Tisch entscheiden sich Schicksale, während japanische Touristen die Gäste fotografieren.
Flora hat inzwischen eigenen Kummer. Sie hat sich in einen ihrer vielen Verehrer verliebt. Dieser wird aus beruflichen Gründen demnächst nach Norwegen übersiedeln und bittet sie, mit ihm zu gehen. Flora will ihr Restaurant jedoch nicht aufgeben, weshalb sie schließlich die Beziehung beendet und am Ende des Abends mit den noch verbliebenen Gästen Karten spielt.

## Hintergrund
Bereits für die Filme Le Bal – Der Tanzpalast (1983) und Die Familie (1987) wählte Regisseur Ettore Scola einen einzigen Schauplatz für die Handlung. Während sich Le Bal ausschließlich in einem Tanzsaal abspielt und Die Familie in einer Wohnung in Rom, bildet in La cena ein Restaurant den Mittelpunkt des Geschehens. Das Drehbuch schrieben Scola und sein langjähriger Weggefährte Furio Scarpelli zusammen mit ihren Kindern Silvia Scola und Giacomo Scarpelli.
La cena feierte am 3. September 1998 bei den Internationalen Filmfestspielen von Venedig Premiere. In Deutschland wurde der Film nicht veröffentlicht.

## Kritiken
Für Deborah Young von Variety war Ettore Scolas La cena „eine entspannte, gut geölte Komödie mit wenig Schwerverdaulichem“, die jedoch „für einen Scola-Film ziemlich seicht“ sei. Durch das „meisterliche Gespür des Regisseurs für Komödie und seine verblüffende Fähigkeit, den Ball in der Luft zu halten und die Dialoge am laufen zu lassen“, werde der Film dennoch sein Publikum finden. Der Editor Raimondo Crociani habe zudem „das Material gekonnt zusammengeschnitten, sodass es für mehr als zwei Stunden amüsant bleibt“. Fotograma.com bezeichnete den Film als „köstliche Komödie der alten italienischen Schule, die einem ein herzliches Lächeln auf das Gesicht zaubert“.

## Auszeichnungen
1999 erhielt Franco Committeri eine Nominierung für den David di Donatello in der Kategorie Bester Produzent. Eine weitere Nominierung gab es für den Grand Prix of the Americas für Ettore Scola beim World Film Festival in Montreal. In fünf Kategorien war La cena zudem für den Nastro d’Argento nominiert. In den Kategorien Beste Kamera, Bestes Szenenbild und Bestes Drehbuch unterlag Scolas Film der Konkurrenz. Das männliche Darstellerensemble sowie Stefania Sandrelli als Beste Nebendarstellerin konnten den Preis letztlich gewinnen.